# Oribatula skrjabini
Oribatula skrjabini är en kvalsterart som först beskrevs av Bulanova-Zachvatkina 1967.  Oribatula skrjabini ingår i släktet Oribatula och familjen Oribatulidae. Inga underarter finns listade i Catalogue of Life.